# Tournoisis
Tournoisis is een gemeente in het Franse departement Loiret (regio Centre-Val de Loire) en telt 325 inwoners (2004). De plaats maakt deel uit van het arrondissement Orléans.

## Geografie
De oppervlakte van Tournoisis bedraagt 15,1 km², de bevolkingsdichtheid is 21,5 inwoners per km².
De onderstaande kaart toont de ligging van Tournoisis met de belangrijkste infrastructuur en aangrenzende gemeenten.

## Demografie
Onderstaande figuur toont het verloop van het inwonertal (bron: INSEE-tellingen).